# کبوتردریایی مدیترانه‌ای
کبوتردریایی مدیترانه‌ای (نام علمی: Calonectris diomedea) پرنده‌ای دریازی و بومی جزایر مدیترانه‌ای و از خانواده کبوتردریاییان است. این پرنده با طول بدن ۴۶ سانتی‌متر و روتنه‌ای خاکستری قهوه‌ای و زیرتنهٔ سفید بدون لکه ممکن است در فصل مهاجرت در سرتاسر اقیانوس اطلس و اقیانوس هند یافت شود.
این پرنده با سرخوردن‌های طولانی روی هوا و با بال‌های متمایل و کمی زاویه‌دار به عقب پرواز می‌کند.

## ویژگی‌های ریخت‌شناسی
طول کبوتر دریایی مدیترانه ۴۶ سانتی‌متر است. این پرنده دارای جثه‌ای به نسبت بزرگ با روتنه‌ای خاکستری قهوه‌ای و زیر تنه سفید بدون لکه است. لبهٔ زیرین بال‌هایش به رنگ قهوه‌ای تیره است. حاشیهٔ قهوه‌ای رنگی در زیر بال‌ها قرار دارد و بالای دم لکهٔ سفیدی در نزدیکی انتها هست. رنگ نوک از نزدیک زرد دیده می‌شود و از فاصلهٔ دور می‌توان آن را با کبوتردریایی بزرگ اشتباه گرفت.

## زیستگاه
کبوتردریایی مدیترانه، پرنده‌ای دریازی است و در جزیره‌های صخره‌ای در دریای مدیترانه و اندک مناطقی از جمله جزایر قناری در اقیانوس اطلس تخم‌گذاری می‌کند. پس از جوجه‌آوردن، این پرنده در زمستان به سوی کرانه‌های آمریکای جنوبی و جنوب آفریقا کوچ می‌کند. در ایران، به تعداد اندک، در آب‌های خلیج فارس دیده شده‌است.

## نگارخانه

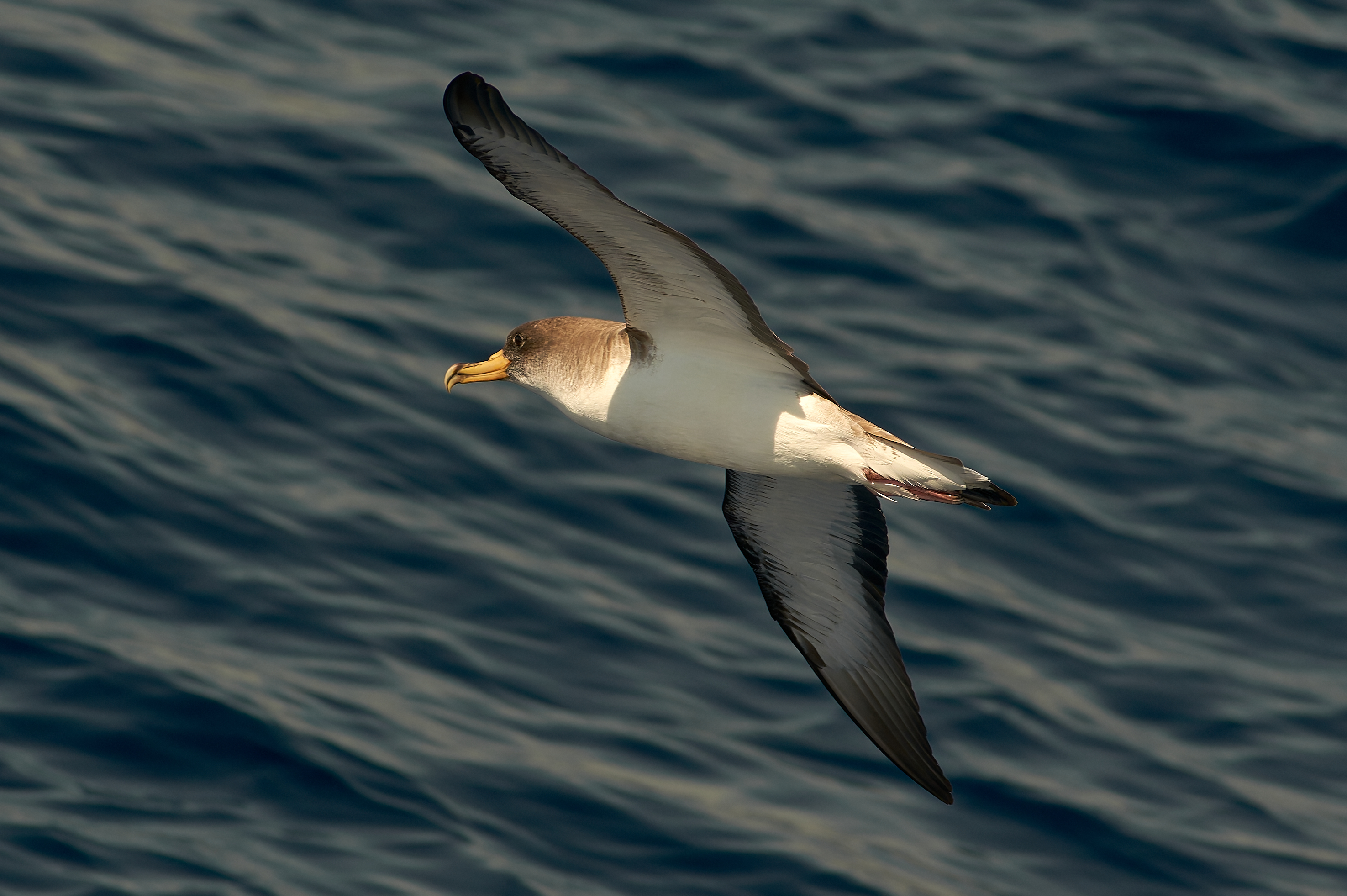
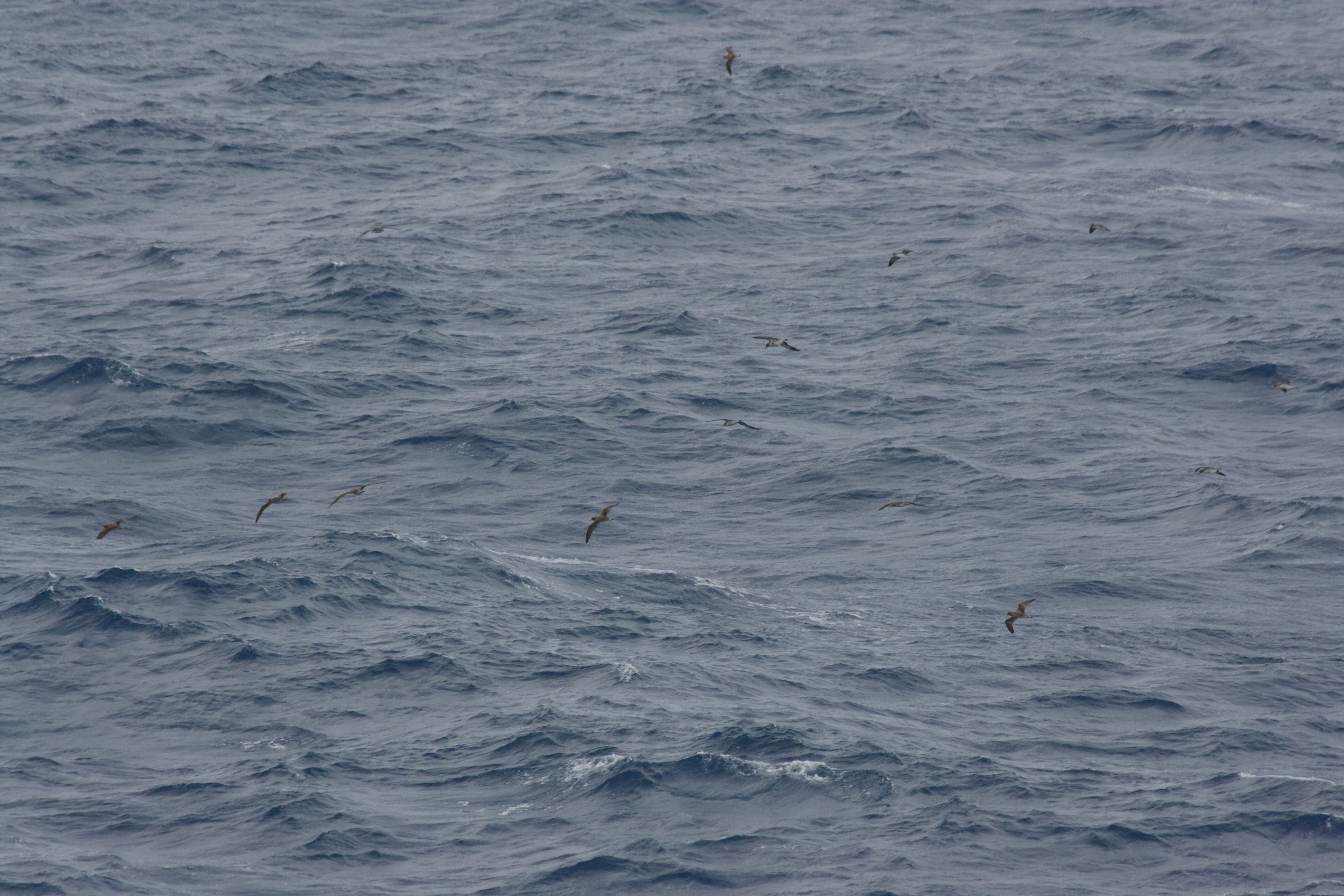
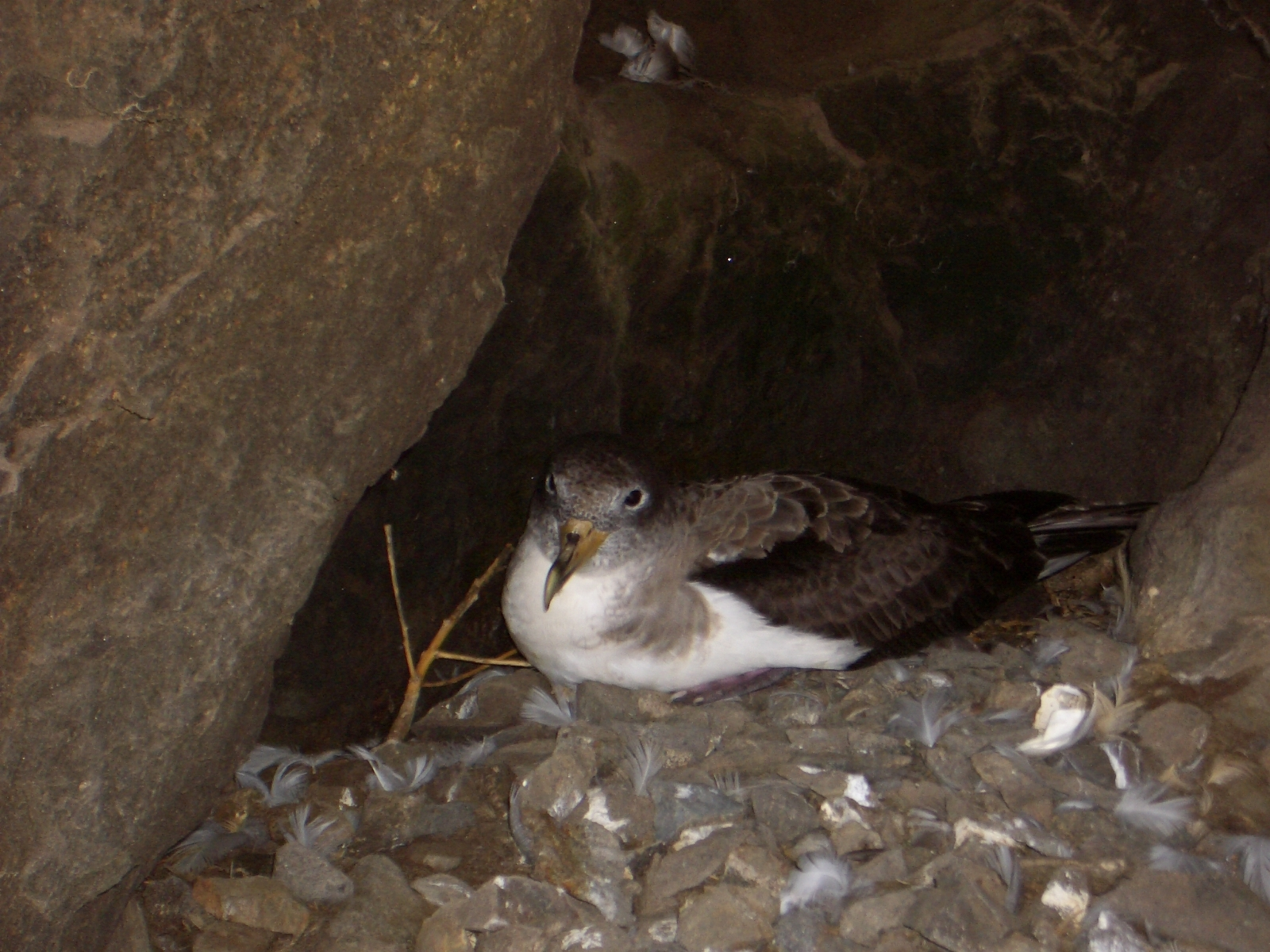
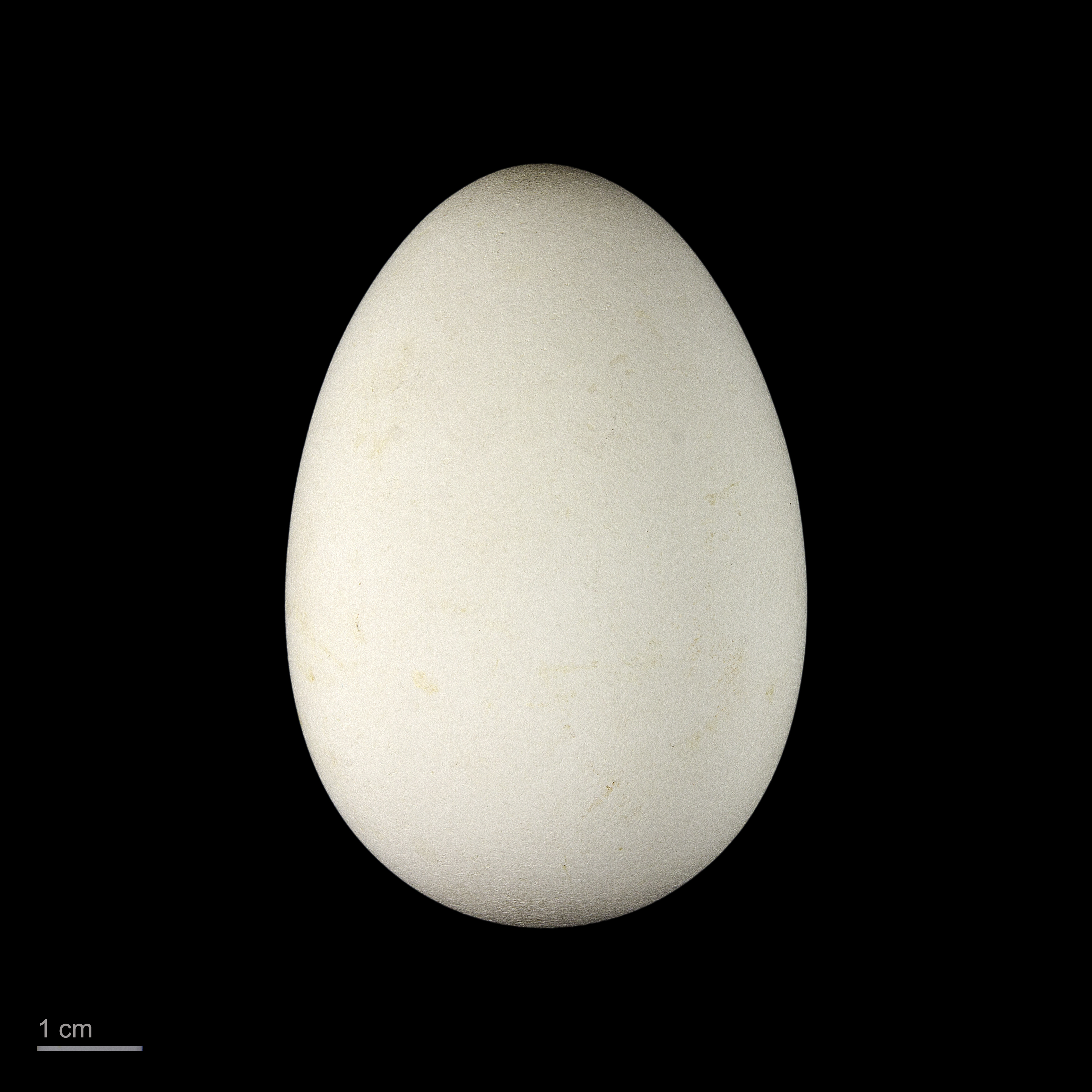
Museum specimen